# Jerzy Ustupski

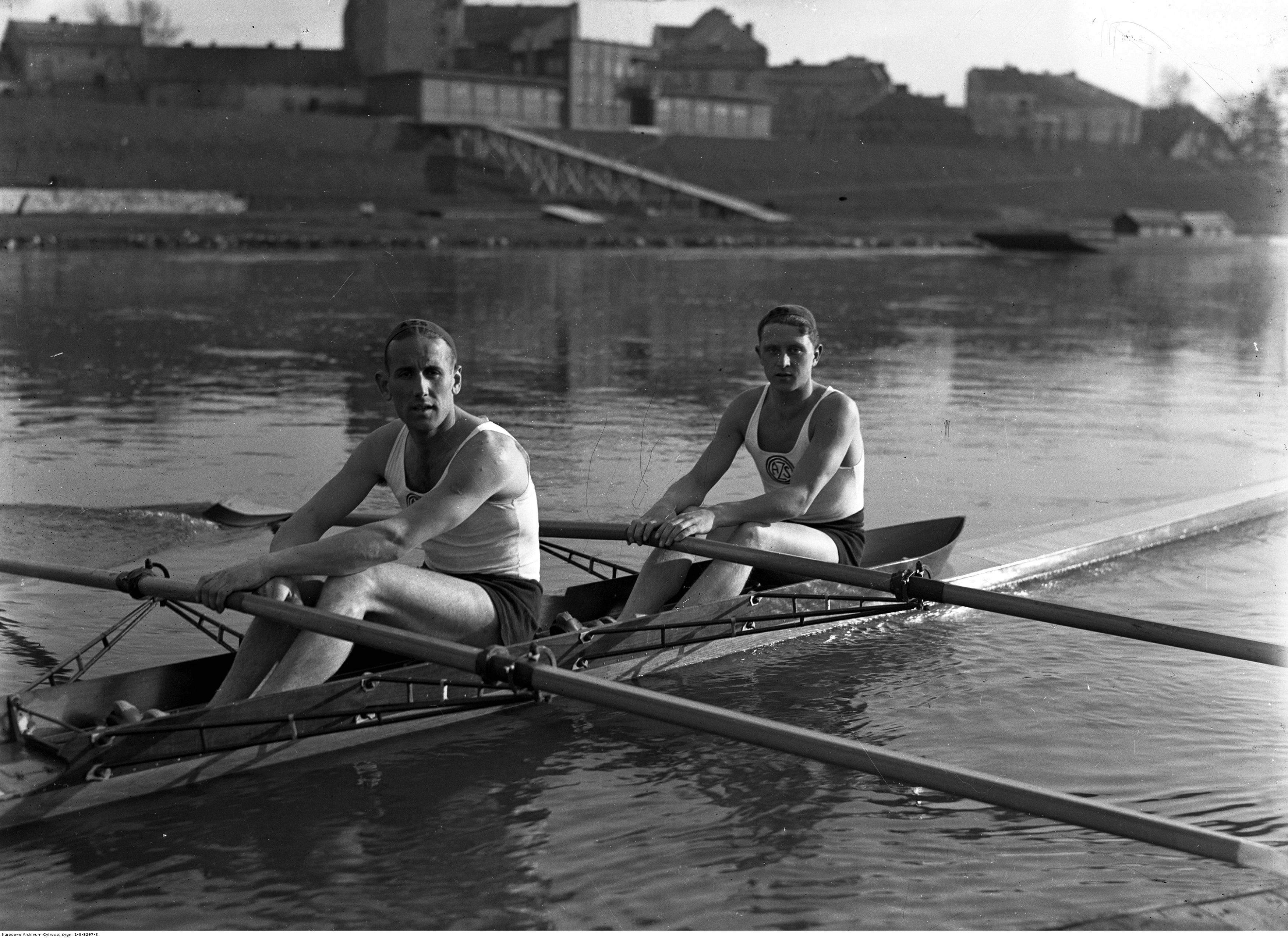
Roger Verey (links) und Jerzy Ustupski beim Training 1936

Jerzy Ustupski (* 1. April 1911 in Zakopane; † 25. Oktober 2004 ebenda) war ein polnischer Ruderer.

## Sportliche Karriere
Der 1,80 m große Jerzy Ustupski vom AZS Krakau ruderte im Doppelzweier zusammen mit Roger Verey. Bei den Europameisterschaften 1932 in Belgrad siegten im Doppelzweier die Ungarn Pál Boday und István Kauser vor den Italienern Livio Curto und Ettore Broschi, dahinter erkämpften Verey und Ustupski die Bronzemedaille. Drei Jahre später siegten die beiden Polen bei den Europameisterschaften 1935 in Berlin vor den Deutschen Ralf Ritter und Hubert Remagen sowie den Franzosen André Giriat und Robert Jacquet.
Bei den Olympischen Spielen 1936 in Berlin waren zwölf Doppelzweier am Start. Im Vorlauf siegten Giriat und Jacquet vor den Polen, im anderen Vorlauf gewannen die Deutschen Willi Kaidel und Joachim Pirsch vor den Briten Jack Beresford und Leslie Southwood. Damit waren die Deutschen und die Franzosen bereits für das Finale qualifiziert, hinzu kamen jeweils die ersten beiden Boote aus dem Halbfinale. Im ersten Halbfinale gewann das Boot aus Australien vor Verey und Ustupski. Im Finale siegten die Briten mit fünf Sekunden Vorsprung vor den Deutschen, zehn Sekunden hinter den Deutschen erreichten die beiden Polen als Dritte das Ziel mit sechs Sekunden Vorsprung auf die viertplatzierten Franzosen.